# Верхнедонской район
Верхнедонской район — административно-территориальная единица и муниципальное образование (муниципальный район) в северной части Ростовской области РФ с административным центром в станице Казанская.

## История
В начале 1924 года существовавший на Дону Донецкий округ был переименован в Верхнедонской округ, а из Казанской и Мешковской волостей были образованы Казанский и Мешковский районы. 27 февраля 1927 года Мешковский и Казанский районы упраздняются. На их территории в 1929 году создаётся Верхнедонской район Донецкого округа (Верхнедонской округ снова стал Донецким, а район — Верхнедонским).
В 1937 году, в связи с образованием Ростовской области, Донецкий округ был упразднен, а район продолжал жить. В составе Ростовской области он претерпевал несколько территориальных изменений. В 1954—1957 годах входил в состав Каменской области. В 1962 году в его состав вошла территория упраздненного Мигулинского района, а в феврале 1963 года вся его территория была включена в Вешенский район. В марте 1964 года вновь был организован Верхнедонской район за счет территории Мальчевского и части Вешенского районов.

## География
Верхнедонской район с центром в станице Казанская расположен в северной части Ростовской области в 360 км от областного центра. На северо-западе Верхнедонской район граничит с Воронежской областью, на северо-востоке — с Волгоградской областью, на востоке — с Шолоховским районом, на юге — с Чертковским районом Ростовской области. Площадь территории — 2675 км².
Река Дон делит район почти на две равные части. Это ставит район в благоприятное географическое и экономическое положение. Сама станица Казанская расположена на левом берегу реки Дон.

## Население
| 2002    | 2009    | 2010    | 2011    | 2012    | 2013    | 2014    | 2015    | 2016    |
| ------- | ------- | ------- | ------- | ------- | ------- | ------- | ------- | ------- |
| 23 327  | ↘20 937 | ↘20 441 | ↘20 349 | ↘19 900 | ↘19 402 | ↘18 983 | ↘18 612 | ↘18 357 |
| 2017    | 2018    | 2019    | 2020    | 2021    |         |         |         |         |
| ↘18 099 | ↘17 834 | ↘17 463 | ↘17 197 | ↗18 004 |         |         |         |         |

Национальный состав
По итогам переписи населения 2020 года проживали следующие национальности (национальности менее 0,1 % и другое см. в сноске к строке «Другие»):
| Национальность | Численность, чел. | Доля     |
| -------------- | ----------------- | -------- |
| Русские        | 17 576            | 98,48 %  |
| Азербайджанцы  | 39                | 0,22 %   |
| Армяне         | 36                | 0,20 %   |
| Цыгане         | 26                | 0,15 %   |
| Другие         | 170               | 0,95 %   |
| Итого          | 17 847            | 100,00 % |

## Административное деление
В Верхнедонском районе 59 населённых пунктов в составе десяти сельских поселений:
| №  | Сельские поселения                     | Административный центр   | Количество населённых пунктов | Население | Площадь, км2 |
| -- | -------------------------------------- | ------------------------ | ----------------------------- | --------- | ------------ |
| 1  | Верхняковское сельское поселение       | хутор Верхняковский      | 5                             | ↘1326     | 268,11       |
| 2  | Казанское сельское поселение           | станица Казанская        | 7                             | ↘5964     | 146,42       |
| 3  | Казансколопатинское сельское поселение | хутор Казанская Лопатина | 4                             | ↘341      | 168,93       |
| 4  | Мешковское сельское поселение          | станица Мешковская       | 9                             | ↘2455     | 487,91       |
| 5  | Мещеряковское сельское поселение       | хутор Мещеряковский      | 6                             | ↘1471     | 247,43       |
| 6  | Мигулинское сельское поселение         | станица Мигулинская      | 2                             | ↘1229     | 127,18       |
| 7  | Нижнебыковское сельское поселение      | хутор Быковский          | 3                             | ↘299      | 181,58       |
| 8  | Солонцовское сельское поселение        | хутор Солонцовский       | 5                             | ↗814      | 427,56       |
| 9  | Тубянское сельское поселение           | хутор Тубянский          | 7                             | ↗1034     | 149,57       |
| 10 | Шумилинское сельское поселение         | станица Шумилинская      | 11                            | ↘2084     | 465,67       |

| №  | Населённый пункт      | Тип                             | Население | Муниципальное образование              |
| -- | --------------------- | ------------------------------- | --------- | -------------------------------------- |
| 1  | Алексеевский          | хутор                           | ↘300      | Мешковское сельское поселение          |
| 2  | Ароматный             | хутор                           | ↘199      | Казанское сельское поселение           |
| 3  | Базковский            | хутор                           | ↘222      | Солонцовское сельское поселение        |
| 4  | Батальщиковский       | хутор                           | ↘381      | Мещеряковское сельское поселение       |
| 5  | Бирюковский           | хутор                           | ↘237      | Мешковское сельское поселение          |
| 6  | Быковский             | хутор                           | ↘402      | Нижнебыковское сельское поселение      |
| 7  | Верхняковский         | хутор                           | ↘990      | Верхняковское сельское поселение       |
| 8  | Гормиловский          | хутор                           | ↘254      | Тубянское сельское поселение           |
| 9  | Гребенниковский       | хутор                           | ↘135      | Шумилинское сельское поселение         |
| 10 | Громчанский           | хутор                           | ↘59       | Мещеряковское сельское поселение       |
| 11 | Демидовский           | хутор                           | →6        | Тубянское сельское поселение           |
| 12 | Дубровский            | хутор                           | ↘137      | Солонцовское сельское поселение        |
| 13 | Ереминский            | хутор                           | ↘11       | Казансколопатинское сельское поселение |
| 14 | Заикинский            | хутор                           | ↘309      | Солонцовское сельское поселение        |
| 15 | Казанская             | станица, административный центр | ↘4721     | Казанское сельское поселение           |
| 16 | Казанская Лопатина    | хутор                           | ↘338      | Казансколопатинское сельское поселение |
| 17 | Каменный              | хутор                           | ↘33       | Шумилинское сельское поселение         |
| 18 | Каменный              | хутор                           | ↘1        | Шумилинское сельское поселение         |
| 19 | Колодезный            | хутор                           | ↘136      | Казансколопатинское сельское поселение |
| 20 | Коноваловский         | хутор                           | ↘230      | Мещеряковское сельское поселение       |
| 21 | Красноармейский       | хутор                           | ↘7        | Мешковское сельское поселение          |
| 22 | Кукуевский            | хутор                           | ↘734      | Казанское сельское поселение           |
| 23 | Макаровский           | хутор                           | ↘121      | Верхняковское сельское поселение       |
| 24 | Меловатский           | хутор                           | ↘139      | Мешковское сельское поселение          |
| 25 | Мешковская            | станица                         | ↘1447     | Мешковское сельское поселение          |
| 26 | Мещеряковский         | хутор                           | ↘734      | Мещеряковское сельское поселение       |
| 27 | Мигулинская           | станица                         | ↘1417     | Мигулинское сельское поселение         |
| 28 | Михайловский          | хутор                           | ↘214      | Верхняковское сельское поселение       |
| 29 | Морозовский           | хутор                           | ↘81       | Нижнебыковское сельское поселение      |
| 30 | Мрыховский            | хутор                           | ↘176      | Мещеряковское сельское поселение       |
| 31 | Мутилинский           | хутор                           | →2        | Казанское сельское поселение           |
| 32 | Назаровский           | хутор                           | ↘125      | Мешковское сельское поселение          |
| 33 | Нижнетиховский        | хутор                           | ↘207      | Мещеряковское сельское поселение       |
| 34 | Новониколаевский      | хутор                           | ↘753      | Шумилинское сельское поселение         |
| 35 | Озерский              | хутор                           | ↘354      | Тубянское сельское поселение           |
| 36 | Октябрьский           | посёлок                         | ↘113      | Мешковское сельское поселение          |
| 37 | Павловский            | хутор                           | ↘186      | Верхняковское сельское поселение       |
| 38 | Парижский             | хутор                           | ↘190      | Шумилинское сельское поселение         |
| 39 | Песковатская Лопатина | хутор                           | ↘372      | Шумилинское сельское поселение         |
| 40 | Подгорский            | хутор                           | ↘34       | Мигулинское сельское поселение         |
| 41 | Поздняковский         | хутор                           | ↘158      | Верхняковское сельское поселение       |
| 42 | Поповка               | хутор                           | ↘837      | Казанское сельское поселение           |
| 43 | Придонский            | посёлок                         | ↘98       | Тубянское сельское поселение           |
| 44 | Пузановский           | хутор                           | ↘14       | Солонцовское сельское поселение        |
| 45 | Пухляковский          | хутор                           | ↘84       | Казанское сельское поселение           |
| 46 | Раскольный            | хутор                           | ↘201      | Шумилинское сельское поселение         |
| 47 | Рубеженский           | хутор                           | ↘109      | Казанское сельское поселение           |
| 48 | Свидовский            | хутор                           | ↘100      | Шумилинское сельское поселение         |
| 49 | Скельновский          | хутор                           | ↘78       | Мешковское сельское поселение          |
| 50 | Солоновский           | хутор                           | ↘40       | Нижнебыковское сельское поселение      |
| 51 | Солонцовский          | хутор                           | ↘263      | Солонцовское сельское поселение        |
| 52 | Стоговской            | хутор                           | ↗193      | Тубянское сельское поселение           |
| 53 | Суровский             | хутор                           | ↘98       | Тубянское сельское поселение           |
| 54 | Суходольный           | посёлок                         | ↘561      | Мешковское сельское поселение          |
| 55 | Сухой Лог             | хутор                           | ↘22       | Казансколопатинское сельское поселение |
| 56 | Третенский            | хутор                           | ↘15       | Шумилинское сельское поселение         |
| 57 | Тубянский             | хутор                           | ↘162      | Тубянское сельское поселение           |
| 58 | Четвертинский         | хутор                           | ↘45       | Шумилинское сельское поселение         |
| 59 | Шумилинская           | станица                         | ↘849      | Шумилинское сельское поселение         |

## Экономика
Главным направлением экономики Верхнедонского района является сельское хозяйство. В районе работают 70 сельскохозяйственных предприятий, 255 фермерских хозяйств. Сельскохозяйственными предприятиями всех форм собственности занято под посевы 75,7 тыс. га земель. В растениеводческой отрасли основным является производство зерновых и технических культур.
На территории района работает Верхнедонской лесхоз (самый большой в области), который занимается переработкой древесины. Площадь лесхоза составляет 50 332 га.

## Достопримечательности

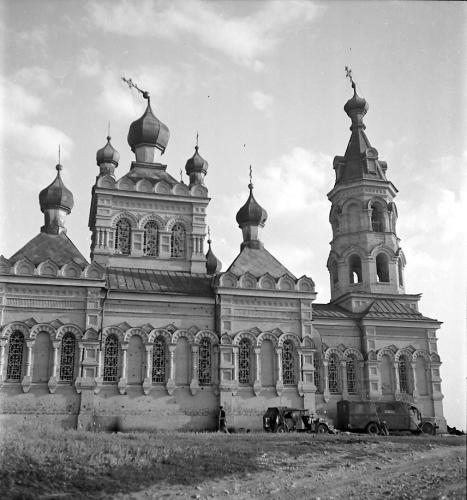
Покровская церковь в станице Мешковская. 1942 г.

- Каменный лес. Природная достопримечательность вблизи станицы Мешковской представляет собой нагромождение каменных глыб и больших камней. Огромные валуны испещрены отверстиями. Прямо на этой каменистой почве растёт лес.
- Историко-краеведческий музей в станице Казанской. В музее выставлена старинная мебель, посуда, оружие, одежда, фотографии жителей станиц и хуторов. В зале археологии представлены образцы памятников различных эпох, начиная с каменного века и заканчивая средневековьем. Все представленные экспонаты — орудия труда первобытного человека, лепная керамика, украшения и оружие кочующих воинствующих племен, обнаружены на территории Верхнедонского района. Фронтовые письма, фотографии участников Великой Отечественной войны, их личные вещи, военные трофеи выставлены в отдельном зале. Отдельного внимания заслуживает «Подворье» — фрагмент казачьей заставы — вышка, бастион с пушкой и тревожным колоколом, очагом, коновязью и колодцем.
- Мигулинский монастырь. В 2 км от станицы Мигулинской находится подземный монастырь, расположенный в пещерах. Мигулинские пещеры образованы в меловых отложениях правого берега Дона. Внутри «старой» пещеры расположен колодец и сохранилось несколько икон. Объект закрыт для туристов из-за опасности обвала. Остальные пещеры являются памятниками архитектуры позднего средневековья. Они были построены не позднее XV века. В среднем течении Дона подобных сооружений насчитывается более полусотни. Расстояние между их входами примерно 50-100 метров. Каждая из пещер имеет внушительные размеры с множеством ходов и келий. Протяжённость пещер составляет приблизительно 120 метров. Часть стен и потолок сплошь покрыты сажей от  использовавшихся монахами факелов[21].
- Пустыня Большие Буруны протянулась на несколько километров в излучине реки Песковатка возле хуторов Солонцовский и Морозовский.
- Свято-Никольский храм. Однопрестольная, каменная, с деревянными верхом и колокольней церковь была построена в 1882 году в хуторе Тубянском.  В 1940 году церковь была разрушена, с нее были сняты купола и кровля, остались только голые стены без перекрытий.
- Церковь Покрова Пресвятой Богородицы в станице Мешковская. Церковь построена в стиле эклектика в 1857 году, снесена в 1955 году.
- Солонцовский родник. Температура воды в источнике составляет 10 °C. Основная струя огорожена деревянной полубочкой. Бьёт родник из мелового разлома, вынося на поверхность куски писчего мела.
- Стоговские шпили. Практически лишённые растительности из-за большого уклона меловые холмы[22].
- Белогорское урочище — комплексный памятник природы регионального значения. Белогорское урочище включает в себя естественный байрачный лес с древесно-кустарниковой растительностью. В урочище представлены растения, занесенные в Красную книгу Ростовской области.
- Урочище Карпов лес — комплексный памятник природы регионального значения. Расположен в Верхнедонском лесхозе Верхнедонского района Ростовской области в 20 км от станицы Казанской.
- Пещера Демидовская. Находится в меловой толще высокого правого берега реки Дон около хутора Демидовский Верхнедонского района[23]. Проходы в Демидовской пещере имеют коробовые своды. В них можно было попасть через четыре входа, к настоящему времени три из них засыпаны. В пещере обвалов. В начале XX века здесь жили монахи.
- Пещеры Верхнего Дона рылись, выдалбливались в известняковых и глинистых породах. Их строительство было трудоемким, пещеры в существующих породах были недолговечны. Большинство сохранившихся пещерных памятников в Верхнедонском районе находится в меловых горах, породы этих гор пригодны для строительства. Все существующие пещерные памятники находятся в речных долинах или около водоемов. В старые времена пещеры строились по берегам рек, по которым  плыли христианские миссионеры и подвижники. Позднее  пещеры стали строить крестьяне, жившие около водных путей. По берегам Дона, как главной водной артерии, находится максимальное количество пещерных памятников. Мигулинские пещеры расположены в 2 километрах к северо-западу от станицы Мигулинской. Это две пещеры: «Старая» и «Новая». Названия объясняются тем, что сначала монахи жили в одной пещере, а потом, когда та пришла в аварийное состояние, вырыли рядом ещё одну, новую пещеру. Это уникальный памятник архитектуры позднего средневековья. Пещеры, предположительно были построены около 600 лет назад древними христианами.

## Археология
В 2010 году в скальном массиве у хутора Скельновский были найдены петроглифы, которые обнаруживают близость к петроглифам Каменной Могилы под Мелитополем (Украина). Датируемые средним бронзовым веком (5 тыс. л. н.). Cкельновские петроглифы расположены не на стенах грота, а на полу.

## Известные уроженцы
- Анистратов, Василий Романович (1923—1999) — полный кавалер Ордена Славы, наводчик 45-мм орудия 175-го гвардейского стрелкового полка (58-я гвардейская стрелковая дивизия, 37-я армия, 3-й Украинский фронт), гвардии сержант.
- Девотченко Иван Георгиевич (1902—1956) — советский военачальник, военный лётчик, участник Гражданской войны, Гражданской войны в Испании, Советско-финляндской и Великой Отечественной войн, командир 126-й и 127-й истребительных авиационных дивизий, полковник.
- Дёмин Пантелей Иванович — полный кавалер Ордена Славы, командир саперного отделения 172-го гвардейского стрелкового полка. Родился в 1924 году на х. Скельновский.[27]
- Липодаев, Иван Алексеевич (21.05.1904, станица Мигулинская — 08.01.1968, Москва) — советский военачальник, участник Великой Отечественной войны, генерал-лейтенант[28].